# Йохан Якоб Александер Сигизмунд Рудолф Фугер фон Кирхберг-Вайсенхорн
Йохан Якоб Александер Сигизмунд Рудолф Фугер фон Кирхберг-Вайсенхорн (на немски: Johann Jakob Alexander Sigismund Fugger Graf zu Kirchberg und Weissenhorn; * 3 октомври 1691, Бос; † 23 април 1759) е граф на Фугер-Кирхберг-Вайсенхорн и господар в Бабенхаузен и Бос в Швабия.

## Биография
Той е малкият син на граф Йохан Рудолф Фугер фон Кирхберг-Вайсенхорн (1658 – 1693), господар на Бос, Хаймертинген и Плес, и съпругата му фрайин Йохана Катарина фон Валдбург-Цайл (1658 – 1732), дъщеря на фрайхер Паул Якоб фон Валдбург-Цайл (1624 – 1684), граф цу Цайл, господар на Траухбург (1624 – 1684) и графиня Амалия Луция ван ден Бергх (1633 – 1711). По-големият му брат Руперт Йозеф Антон Фугер фон Кирхберг-Вайсенхорн (1683 – 1724) е господар на Бабенхаузен.
По бащина линия той произлиза от Антон Фугер (1493 – 1560) и неговия син Якоб III Фугер (1542 – 1598) от Аугсбург. През 1551 г. прадядо му Антон Фугер купува селото Бос.
Йохан Якоб умира на 23 април 1759 г. на 67 години и е погребан в Бос. През 1777 г. с най-малкия му син Кристоф Мориц линията Фугер-Бос измира. Бос след това принадлежи на линията Фугер-Бабенхаузен до 1806 г. Неговият внук Анселм Мария (1766 – 1821) е от 1803 г. първият княз на „Фугер-Бабенхаузен“.

## Фамилия
Йохан Якоб Александер Сигизмунд Рудолф Фугер фон Кирхберг-Вайсенхорн се жени на 16 юни 1716 г. за графиня Мария Катарина Еуфемия фон Тьоринг-Щайн (* 17 април 1698; † 30 март 1771, погребана в Бос), дъщеря на граф Франц Гуидобалд фон Тьоринг (1666 - 1722) и графиня Мария Анна Мехтилд фон Турн и Таксис († 1704). Те имат шест деца:
- Мария Анна Каролина (* 13 юли 1720; † 3 април 1781, Валдсхут), омъжена 1753 г. за фрайхер Йохан Йозеф Дитрих фон Ландзе († 20 ноември 1783, Констанц)
- Максимилиан Йозеф Антон Франц (* 7 ноември 1721; † 17 октомври 1781), канонок в княжеския манастир Кемптен
- Вилибалд Мария Феликс (* 28 март 1724, Аугсбург; † 1797), женен на 13 август 1747 г. в Мюнхен за графиня Мария Анна фон Арко
- Руперт Йохан Непомук Йозеф Иноценц (*1 юли 1726; † 12 октомври 1775, Бух при Илертисен), каноник в Регенсбург и др.
- Анселм Викториан Фугер фон Кирхберг-Вайсенхорн (* 14 август 1729, Бабенхаузен; † 7 юли 1793, Бабенхаузен), граф на Фугер-Кирхберг-Вайсенхорн, господар на Бабенхаузен, Веленбург, Бибербах и Бос, женен на 24 януари 1762 г. във Волфег за фрайин Мария Валпургис Габриела Тереза Каролина Еусебия фон Валдбург, графиня цу Волфег, Райхсербтруксесин (* 5 юли 1740, Волфег; † 27 ноември 1796)
- Кристоф Мориц Бернхард Вунибалд Йохан Непомук (* 23 септември 1733; † 11 декември 1777, Аугсбург), господар на Бос и Бибербах, женен на 6 февруари 1758 г. за графиня Мария Валпурга Шенк фон Кастел (* 6 май 1735; † 1803)